# Adria Rae
Adria Rae (Las Vegas, Nevada; 26 de agosto de 1996) es una actriz pornográfica estadounidense.

## Biografía
Rae nació en agosto de 1996 en la ciudad de Las Vegas, en el estado de Nevada. No se sabe mucho acerca de su biografía, salvo que trabajó como camgirl antes de dar el salto a la industria pornográfica en 2015, a los 19 años de edad.
Como actriz ha trabajado para estudios como Digital Playground, Hard X, Tushy, Evil Angel, X-Art, 21Sextury, New Sensations, Mile High, Blacked, Girlfriends Films, Burning Angel, Sweetheart Video, Deeper, Twistys, Pure Taboo, Girlsway, Mofos, Jules Jordan Video, Wicked o Pure Play Media, entre otros.
En 2017 fue nominada en los Premios AVN en la categoría de Mejor actriz revelación.
En 2018 ganó el Premio AVN a la Mejor escena de sexo lésbico en grupo junto a Melissa Moore y Elsa Jean por Best New Starlets 2017.
En enero de 2021 fue elegida Cherry of the Month del sitio web Cherry Pimps.
Ha grabado más de 710 películas como actriz. También se ha internado detrás de las cámaras, debutando como directora para Deeper con el cortometraje Finish, habiendo dirigido e interpretado otras producciones como It It Feels Good.
Algunas películas suyas son Anal Starlets 3, Coming of Age 2, Creampie Virgins, Dominance and Submission, Father Figure 10, My Little Schoolgirl, Shared For The First Time, Teens Like It Rough 3 o Young, Wet Pussy.

## Intento de suicidio
Rae estaba representada por la agencia de modelos LA Direct Models, dirigida por Ben English. A finales de 2017, descubría que estaba embarazada el mismo día en que se conoció el suicidio de su amiga, la actriz pornográfica August Ames. El conjunto de ambas noticias llevaron a Rae a pedir a su agente la suspensión de una escena de sexo anal que tenía prevista para el día siguiente, que se anuló bajo multa de 500 dólares.
El embarazo se vio con diversas complicaciones, generándose un embarazo ectópico que llevó a practicársele un aborto de emergencia, situación por la que también le cobraron una tarifa de suspensión no estipulada en su contrato. En su cuenta de Tumblr, Adria Rae publicó una factura de 1 354 dólares que su agente le reclamaba por las cancelaciones con previo aviso que había hecho.
El 9 de mayo de 2018, Rae tuiteó, desde su cuenta que posteriormente se suspendió, que tres días antes había intentado suicidarse. A la mañana siguiente, el 7 de mayo, debía rodar una escena, a la que no acudió y pese a encontrarse una actriz que la sustituyera, le abonaron un cargo de 200 dólares de multa. Su agente prohibió que realizara más escenas hasta tener un alta médica factible bajo pena de una nueva demanda. La noticia, que salió a la luz en el digital The Daily Beast, fue publicada por la periodista y exactriz porno Aurora Snow, que ya conocía de antemano la situación de la actriz, y de otras anteriormente, respecto a la disconformidad de sus agentes en estos imprevistos.

## Polémica
El martes 12 de octubre de 2021, la actriz pornográfica Emily Willis actriz presentó una demanda por difamación contra Gianna Dior y Rae, a las que acusó por publicar en sus perfiles de Twitter información contra Willis y "publicar mentiras de manera imprudente y maliciosa" hacia su persona. La demanda, presentada en la Corte Superior de Los Ángeles, alega que los tuits en cuestión "tenían la intención de dañar directamente la reputación profesional, el carácter, el comercio y los negocios de [Willis]" y que Dior y Rae, junto con otros 10 acusados también nombrados en la demanda, actuaron de manera "deliberada, maliciosa, opresiva y despreciable con el pleno conocimiento del efecto adverso de sus acciones" para atacar a Willis.
El origen de la cuestión se remonta al 27 de agosto de ese año, cuando Dior comenzó a atacar a Willis en Twitter insinuando que la artista había participado en un supuesto vídeo en el que mantenía relaciones sexuales con un can, en un supuesto caso de zoofilia. Posteriormente, en septiembre Willis afirmó que Rae se unió a la supuesta difamación tras salir al paso de Dior y acusarla en un tuit el 22 de septiembre. Willis pidió a la fiscalía una multa de cinco millones de dólares por daños profesionales y personales, así como daño a su reputación.

## Premios y nominaciones
| Año  | Ceremonia    | Resultado | Premio                                            | Trabajo                                   |
| ---- | ------------ | --------- | ------------------------------------------------- | ----------------------------------------- |
| 2017 | Premios AVN  | Nominada  | Mejor actriz revelación                           | —                                         |
| 2017 | Premios AVN  | Nominada  | Premio fan: Debutante más caliente                | —                                         |
| 2018 | Premios AVN  | Nominada  | Mejor escena de sexo lésbico                      | Panty Raid                                |
| 2018 | Premios AVN  | Ganadora  | Mejor escena de sexo lésbico en grupo             | Best New Starlets 2017                    |
| 2018 | Premios AVN  | Nominada  | Mejor escena de trío H-M-H                        | Sisters in Heat                           |
| 2018 | Premios AVN  | Nominada  | Mejor escena de sexo en realidad virtual          | Santa's Wankzshop                         |
| 2018 | Premios AVN  | Nominada  | Premio fan: Artista femenina favorita             | —                                         |
| 2018 | Premios AVN  | Nominada  | Premio fan: Mejor sitio web de una actriz         | AdriaRae.com                              |
| 2018 | Premios AVN  | Nominada  | Premio fan: Estrella mediática                    | —                                         |
| 2018 | Premios XBIZ | Nominada  | Mejor escena de sexo en película tabú             | The Stepmother 15                         |
| 2019 | Premios AVN  | Nominada  | Mejor escena de doble penetración                 | My DP 3                                   |
| 2019 | Premios AVN  | Nominada  | Mejor escena de sexo chico/chica                  | Petites                                   |
| 2019 | Premios AVN  | Nominada  | Mejor escena de sexo lésbico                      | Skinny Dipping                            |
| 2019 | Premios AVN  | Nominada  | Mejor escena de sexo oral                         | Facialized 5                              |
| 2019 | Premios AVN  | Nominada  | Mejor escena de trío M-H-M                        | Anal Perfection 6                         |
| 2019 | Premios AVN  | Nominada  | Mejor escena de sexo en realidad virtual          | Christmas Bonus                           |
| 2019 | Premios AVN  | Nominada  | Premio fan: Camgirl favorita                      | —                                         |
| 2019 | Premios AVN  | Nominada  | Premio fan: Artista femenina favorita             | —                                         |
| 2019 | Premios XBIZ | Nominada  | Mejor escena de sexo en película tabú             | Right to Refuse                           |
| 2020 | Premios AVN  | Nominada  | Mejor escena de sexo lésbico en grupo             | Naughty in Bed                            |
| 2020 | Premios XBIZ | Ganadora  | Mejor escena de sexo en realidad virtual          | Santa's Naughty List                      |
| 2020 | Premios XBIZ | Nominada  | Mejor escena de sexo en película vignette         | Sacrosanct Now                            |
| 2021 | Premios AVN  | Nominada  | Mejor dirección - Drama                           | If It Feels Good                          |
| 2021 | Premios AVN  | Nominada  | Mejor escena de gangbang                          | From Every Angle                          |
| 2022 | Premios AVN  | Nominada  | Mejor actuación solo / tease                      | Adria Rae: BJ, Anal and She Rims His Ass! |
| 2022 | Premios AVN  | Nominada  | Mejor escena escandalosa de sexo                  | YA! Young Anal                            |
| 2024 | Premios AVN  | Nominada  | Mejor escena de sexo en grupo en realidad virtual | Genshin Impact: Amber y Mona XXX Parody   |
| 2024 | Premios XBIZ | Nominada  | Mejor escena de sexo en película vignette         | Kink Label 2                              |
| 2025 | Premios AVN  | Nominada  | Mejor actriz                                      | Gold Diggers                              |
| 2025 | Premios AVN  | Ganadora  | Mejor escena de trío                              | Gold Diggers                              |
| 2025 | Premios XMA  | Nominada  | Mejor escena de sexo en orgía o grupal            | Bellesa's All Star Party                  |
| 2025 | Premios XMA  | Nominada  | Mejor escena de sexo en película                  | Gold Diggers                              |